# Säg inte nej, säg kanske
Säg inte nej, säg kanske, skriven av Ingvar Hellberg, är en låt framförd av gruppen Sven-Ingvars.
Melodin låg på Svensktoppen i 16 veckor under perioden 5 februari-21 maj 1966, och var bland annat etta , och 1967 gavs den ut på EP-skiva av Anders Dahls orkester .

## Listplaceringar
| Lista (1966) | Topplacering     |
| ------------ | ---------------- |
| Finland      | 32               |
| Norge        | 2                |
| Sverige      | 2 (Kvällstoppen) |

## Coverversioner
- 2007 tolkade Leif Hagbergs låten på albumet Låtar vi minns, 6.[6]

- Låten framfördes i Dansbandskampen 2008 av Bengt Hennings. Bandet släppte en version av låten på albumet Låt kärleken slå till 2009 [7]. I Dansbandskampen 2010 tolkades låten av Willez.

- I Så mycket bättre 2017 spelades sången in av Uno Svenningsson.[8]